# Diaspis boisduvalii
Diaspis boisduvalii är en insektsart som beskrevs av Victor Antoine Signoret 1869. Diaspis boisduvalii ingår i släktet Diaspis och familjen pansarsköldlöss. Inga underarter finns listade i Catalogue of Life.